# ZMax 500 2001
ZMax 500 2001 var ett race som var den tredje deltävlingen i Indy Racing League 2001. Racet kördes den 28 april på Atlanta Motor Speedway. Greg Ray tog sin första seger för säsongen, med Scott Sharp och Buzz Calkins på andra respektive tredje plats. Mästerskapsledande Sam Hornish Jr. drygade ut sin ledning med en fjärdeplats.

## Slutresultat
| Plats | Förare           | Team                     | Grid |
| ----- | ---------------- | ------------------------ | ---- |
| 1     | Greg Ray         | Team Menard              | 1    |
| 2     | Scott Sharp      | Kelley Racing            | 13   |
| 3     | Buzz Calkins     | Bradley Motorsports      | 8    |
| 4     | Sam Hornish Jr.  | Panther Racing           | 6    |
| 5     | Eliseo Salazar   | A.J. Foyt Enterprises    | 7    |
| 6     | Buddy Lazier     | Hemelgarn Racing         | 9    |
| 7     | Jeff Ward        | Heritage Motorsports     | 2    |
| 8     | Shigeaki Hattori | Vertex/Cunningham Racing | 5    |
| 9     | Airton Daré      | TeamXtreme               | 11   |
| 10    | Felipe Giaffone  | Treadway-Hubbard Racing  | 15   |
| 11    | Sarah Fisher     | Walker Racing            | 18   |
| 12    | Stan Wattles     | Hemelgarn Racing         | 16   |
| 13    | Didier André     | Galles Racing            | 20   |
| 14    | Billy Boat       | CURB/Agajanian Racing    | 17   |
| 15    | Stéphan Grégoire | Dick Simon Racing        | 21   |
| 16    | Jon Herb         | Tri-Star Motorsports     | 25   |
| 17    | Al Unser Jr.     | Galles Racing            | 14   |
| 18    | Davey Hamilton   | Sam Schmidt Motorsports  | 12   |
| 19    | Jeret Schroeder  | PDM Racing               | 22   |
| 20    | Robbie Buhl      | Dreyer & Reinbold Racing | 19   |
| 21    | Robby McGehee    | Cahill Racing            | 10   |
| 22    | Cory Witherill   | Indy Regency Racing      | 24   |
| 23    | Casey Mears      | Galles Racing            | 27   |
| 24    | Eddie Cheever    | Cheever Racing           | 3    |
| 25    | Jack Miller      | Cahill Racing            | 23   |
| 26    | Mark Dismore     | Kelley Racing            | 4    |
| 27    | Brandon Erwin    | McCormack Motorsports    | 26   |